# Pleuretra brycei
Pleuretra brycei är en hjuldjursart som först beskrevs av Weber 1898.  Pleuretra brycei ingår i släktet Pleuretra och familjen Philodinidae. Arten är reproducerande i Sverige. Inga underarter finns listade i Catalogue of Life.